# Tatariv, Iaremce
Tatariv (în ucraineană Татарів) este o comună în orașul regional Iaremcea, regiunea Ivano-Frankivsk, Ucraina, formată numai din satul de reședință.

## Demografie
Componența lingvistică a comunei Tatariv
     Ucraineană (98,67%)
     Alte limbi (1,12%)
Conform recensământului din 2001, majoritatea populației comunei Tatariv era vorbitoare de ucraineană (98,67%), existând în minoritate și vorbitori de alte limbi.